# Obinna Metu
Joseph Obinna Metu (* 12. Juli 1988 in Ogidi, Anambra) ist ein nigerianischer Sprinter.
2007 gewann er bei den Afrikaspielen in Algier Bronze über 200 Meter und Gold in der 4-mal-100-Meter-Staffel. Bei den Weltmeisterschaften in Ōsaka erreichte er mit der nigerianischen Mannschaft im Finale der 4-mal-100-Meter-Staffel nicht das Ziel.
Bei den Olympischen Spielen 2008 in Peking erreichte er über 100 Meter und 200 Meter das Viertelfinale und schied im 4-mal-100-Meter-Staffelbewerb mit dem nigerianischen Team im Vorlauf aus.
2009 gelangte er bei den Weltmeisterschaften in Berlin über 100 Meter erneut ins Viertelfinale. Bei den Afrikameisterschaften 2010 in Nairobi wurde er Siebter über 100 Meter, Fünfter über 200 Meter und holte mit der nigerianischen 4-mal-100-Meter-Stafette Silber. 2011 gewann er bei den Afrikaspielen in Maputo Bronze über 100 Meter.
2012 wurde er bei den Afrikameisterschaften in Porto-Novo Fünfter über 100 Meter und holte erneut Silber mit der nigerianischen 4-mal-100-Meter-Stafette. Bei den Olympischen Spielen in London kam er über 100 Meter nicht über den Vorlauf hinaus.
2014 scheiterte er bei den Commonwealth Games in Glasgow über 200 Meter im Vorlauf und kam mit der nigerianischen 4-mal-100-Meter-Stafette auf den sechsten Platz. Bei den Afrikameisterschaften in Marrakesch siegte er mit der nigerianischen Stafette, und beim Continentalcup in Marrakesch wurde er Dritter mit der afrikanischen 4-mal-100-Meter-Stafette.
Bei den Afrikaspielen 2015 in Brazzaville wurde er Fünfter über 200 Meter.

## Persönliche Bestzeiten
- 100 m: 10,11 s, 20. Juni 2012, Calabar
- 200 m: 20,54 s, 21. Juni 2012, Calabar